# Yichongqiao (sockenhuvudort i Kina, Hunan Sheng, lat 29,33, long 110,86)
Yichongqiao är en sockenhuvudort i Kina. Den ligger i provinsen Hunan, i den södra delen av landet, omkring 240 kilometer nordväst om provinshuvudstaden Changsha. Antalet invånare är 12 949. Befolkningen består av 6 223 kvinnor och 6 726 män. Barn under 15 år utgör 16,0 %, vuxna 15-64 år 68 %, och äldre över 65 år 14,0 %.
Runt Yichongqiao är det ganska tätbefolkat, med 166 invånare per kvadratkilometer. Närmaste större samhälle är Yanbodu, 11,4 km öster om Yichongqiao. I omgivningarna runt Yichongqiao växer i huvudsak blandskog.
Genomsnittlig årsnederbörd är 1 766 millimeter. Den regnigaste månaden är maj, med i genomsnitt 286 mm nederbörd, och den torraste är december, med 22 mm nederbörd.